# Црно и Бело
Црно и Бело бугарски је поп-фолк дуо, основано 1999. године. Групу су чиниле Маргарита Димитрова и Николај Бухов. Група се распала 2001. године. 

## Дискографија

### Албуми
- (1999)
- (2000)

### Спотови
| Спот | Година | Режисер                          |
| ---- | ------ | -------------------------------- |
|      | 1999   |                                  |
|      | 1999   | Николај Скерлев                  |
|      | 1999   | Георги Колев,Петјо Картулев      |
|      | 2000   | Дима Делчева,Зорница Кјарджилова |
|      | 2000   | Георги Колев,Петјо Картулев      |

### Тв верзије
| Спот | Година | Албума                   |
| ---- | ------ | ------------------------ |
|      | 2000   | Очакван миг/Объркан свят |